# فاطمة المحسن
فاطمة المحسن هي كاتبة وناقدة عراقية. كانت عضوة في الحزب الشيوعي العراقي، وعملت محررة بجريدة طريق الشعب التابعة للحزب، واعتقلت أثناء حملات اضطهاد الشيوعيين في عهد صدام حسين، ثم هربت إلى إيران ثم أقامت في لبنان وسوريا والمجر وبريطانيا. لها مؤلفات عن الأدب العراقي مثل «أدب المنفى - دراسة في الأدبيات العراقية»، «سعدي يوسف النبرة الخافتة في الشعر العربي الحديث»، ولها سيرة ذاتية بعنوان «الرحلة الناقصة».

## مسيرتها
ولدت فاطمة المحسن في مدينة الناصرية. كان والدها موظفاً في دائرة فرز العقارات، وعاشت أسرتها متنقلة في أنحاء العراق. تقول عن والدها: «والدي كان قارئاً جيداً. وكانت لديه مكتبة صغيرة في كل مدينة مكثنا فيها». عندما بلغت سن العاشرة، انتقلت وظيفة والدها إلى بغداد وبالتالي استقر أفرادُ الأسرة هناك حيثُ أكملت فاطمة المحسن الدراسة الجامعية متخرجة من كلية الآداب في الجامعة المستنصرية. وهي في المرحلة الثانية من الكلية، باشرت العمل في مجلة الإذاعة والتلفزيون وعملت محررة لصفحة «أدب الشباب» في مجلة «الإذاعة والتلفزيون». هناك تعرفت على بعض من النخبة المثقفة منهم فالح عبد الجبار وزهير الجزائري ثمَّ التحقت بجريدة طريق الشعب التي كانت قد أصبحت منبراً فكرياً للحزب الشيوعي العراقي وكتبت تقارير نوعية عن الفلاحين والعمال والنساء. وكل إليها الحزب مهمة تدريس الشابات اللواتي ليس لديهنَّ معرفة بمبادئ الماركسية اللينينية.
كانت فاطمة أيضاً ناشطة حزبية ضمن صفوف الطلبة والعمال. عندما بدأت حملات اعتقال الشيوعيين. أمضت فاطمة المحسن 21 يوماً في المعتقل. قالت عن ذلك: «كانت فترة قصيرة. لكنّها كانت كابوساً لم أبرأ منه حتى اليوم. علاقتي بالعراق لا يزال فيها أثرٌ من تجربة المعتقل القاسية. أعتقد أن الاعتقال زاد من كآبتي، وتسرَّب حتى إلى أدائي في الكتابة». تنقلت بعد الخروج من السجن بين المدن إذ عبرت بالسليمانية مُغادرةً نحو إيران وصادف أنْ كان وصول الكاتبة إلى إيران متزامناً مع مرحلة مفصلية في تاريخ البلد إذ سقطَ نظام الشاه وحلَّ مكانهُ نظام ثيوقراطي.
مثل كثير من مثقفي العراق، عملت فاطمة في الصحافة الفلسطينية في بيروت. قبل الاجتياح الإسرائيلي، حصلت على منحة دكتوراه في المجر. تفرغت فاطمة للأدب وأنتجت رسالة حملت عنوان «التجديد في الشعر العراقي الحديث/ سعدي يوسف نموذجاً». بعد 14 سنة، أصدرت عن جزء منها بعنوان «سعدي يوسف/ النبرة الخافتة في الشعر العربي الحديث». بعد نيل الدكتوراه في المجر، استقرت في دمشق، وعملت في مجلة «الحرية» التي كانت تنشر لكتاب من بينهم: منيف وأدونيس وونوس وعدوان ودراج وهلسا. نسبت الفضل في «ترسخ اسمها» إلى تلك الفترة، وتجربتها في الصحافة الفلسطينية. 
نشرت فاطمة عدداً من القصص القصيرة في بعض الصحف. تناولت سيرتها الذاتية «الرحلة الناقصة» الصادرة عن «منشورات الجمل» حياتها بما فيها الاعتقال وتنقلاتها بعد ذلك، وتشمل محطّات مفصّلة عن المدن التي تنقّلت فيها، مثل بغداد والناصريّة وبيروت التي كانت محطّتها الأولى خارج العراق.

## النقد
في تحليله لسيرة فاطمة المحسن الذاتية، رأى الكاتب العراقي شوقي عبد الأمير أن فاطمة المحسن «تكتب سنواتها بلغة شفيفة ذات بعد شعري وانكسار أنثوي في غاية الجمال»، واقتبس أحد عباراتها: «حياة أشبه بومضات رحيل وتجوال سريع مثل ساعي بريد أضاع العناوين وفقد ذاكرته. كنت أجهل أن كل المدن تعز على الهاربين من أوطانهم لأننا دغل الحقول، زائدون على العالم ونملك في غدونا ورواحنا جدرانًا متصدعة ما إن تنخرها بأصابعك حتى تتهاوى…».

## المؤلفات
- الرحلة الناقصة، منشورات الجمل، 2021.[10] ISBN 9789922630731
- أدب المنفى - دراسة في الأدبيات العراقية، منشورات الجمل، 2018.[11] ISBN 9789922901121[12]
- تمثلات الحداثة في ثقافة العراق، منشورات الجمل، 2014.[13] ISBN 9789933350635[14]
- تمثلات النهضة في ثقافة العراق الحديث، منشورات الجمل، 2010.[15][16]
- سعدي يوسف النبرة الخافتة في الشعر العربي الحديث، دار المدى للنشر والطباعة والتوزيع، 2000.[17] ISBN 2843052432
- النقد والنقد المضاد في خطاب نساء العالم الثالث (مقالة)، 2016.[18]
- مقالات في الشعر، سطور للنشر والتوزيع، 2021.[19][20] ISBN 9781774720455
- الأنوثة والرومانس في الكتابة النسائية من غادة السمان حتى أحلام مستغانمي، 2003.[21]